# Sicilomeris dionysii
Sicilomeris dionysii är en mångfotingart som beskrevs av Pius Strasser 1961. Sicilomeris dionysii ingår i släktet Sicilomeris och familjen klotdubbelfotingar. Inga underarter finns listade i Catalogue of Life.